# Jean-Louis Borg
Jean-Louis Borg (Maisons-Alfort, 19 marzo 1964) è un ex cestista, allenatore di pallacanestro e dirigente sportivo francese.

## Palmarès

### Individuale
- Miglior allenatore della LNB Pro A: 1

Digione: 2013-2014